# Sergio Gasparin
Sergio Gasparin (Schio, 4 marzo 1952) è un dirigente sportivo e allenatore di calcio italiano.

## Carriera
Dal 1971 al 1985 lavora a Schio, nell'industria meccanica De Pretto-Escher Wyss. In meno di quindici anni, partendo come operaio, diventa vicedirettore del personale. In seguito lavora per cinque anni al Gruppo Lowara, una multinazionale statunitense di 850 dipendenti operante nel settore elettromeccanico, prima come Direttore Centrale del Personale e poi come Direttore Centrale Sviluppo Organizzativo.
Nel contempo allena la squadra dei Giovanissimi Regionali dello Schio, poi degli Allievi Regionali ed infine la Prima Squadra in Promozione. Nel 1978 prende il patentino di Terza Categoria vincendo il corso regionale, mentre sei anni dopo ottiene quello di Seconda Categoria a Coverciano.
Inizia così a guidare le prime squadre di Bassano del Grappa, Castelfranco Veneto e Valdagno. Vince due campionati in quattro anni, approdando con il Bassano in Interregionale e con il Giorgione in Serie C2, e ottiene inoltre il titolo nazionale con la Rappresentativa Dilettanti del Veneto. Nella stagione 1987-1988, alla guida del Thiene, ottiene 17 vittorie nelle prime 17 partite di campionato e poi chiude con la squadra imbattuta e la conseguente promozione in Interregionale.
Nel 1989 lascia il Gruppo Lowara per divenire direttore generale e amministratore delegato del Vicenza Calcio di Pieraldo Dalle Carbonare, già presidente del Thiene.  Nella prima stagione (1989-1990 ricopre contemporaneamente anche il ruolo di allenatore. Nel 1992-1993 la squadra viene promossa in Serie B, mentre nel 1994-1995 ottiene la promozione in Serie A, a sedici anni di distanza dall'ultima volta: al primo anno la squadra, rinforzata nell'organico, ottiene un nono posto.
Nella Serie A 1996-1997, dopo dieci giornate, il Vicenza è primo solitario in classifica, e vince la Coppa Italia battendo il Napoli in finale. L'annata successiva l'avventura dalla squadra nella Coppa delle Coppe si ferma solo in semifinale, eliminata nei minuti finali della squadra inglese del Chelsea.
Nel 1999-2000 il Vicenza viene acquisito dall'ENIC Group, società finanziaria inglese con partecipazioni in numerose società calcistiche europee, che gli affida il ruolo di football director. La sede dell'Enic è a Londra, dalla quale Gasparin si occupa anche dell'AEK Atene, del Basilea e dello Slavia Praga, oltre che del Vicenza.
Nell'estate del 2000 il presidente del Venezia, Maurizio Zamparini, lo richiama in Italia come Direttore Generale della società lagunare e la squadra ottiene al primo anno la promozione in Serie A (2000-2001), mentre retrocede l'anno successivo quando Zamparini lascia il Venezia nel corso della stagione per approdare al Palermo.
In seguito, dal 2004 al 2006, torna ad essere Direttore Generale del Vicenza in serie B ed è l'artefice della cessione della squadra berica, dalla finanziaria inglese ad un gruppo di imprenditori vicentini. Quindi inizia a lavorare per il Messina dei Franza; lascia la squadra siciliana nel 2008 dopo averla condotta alla salvezza in serie B, ed a seguito della decisione della proprietà di non iscrivere la squadra al campionato successivo.
La sua carriera prosegue con un anno in serie A all'Udinese nel 2009-2010, in veste di direttore generale e amministratore delegato, per venire poi chiamato da Riccardo Garrone alla Sampdoria, nell'estate del 2010, dove però si dimette a fine dicembre, per divergenze con la proprietà.
Il 26 aprile 2012 il Catania annuncia il suo ingresso nel CdA della società rossazzurra. Sostituirà dal 30 giugno 2012 il dimissionario Pietro Lo Monaco in veste di amministratore delegato.
Il 20 maggio 2013 il Catania ne annuncia la risoluzione consensuale del contratto per far posto a Pablo Cosentino. In quell'anno il Catania farà il suo record di punti in serie A (56) e migliore posizione in classifica (8) sfiorando l'ingresso in Europa League.

## Palmarès

### Allenatore

#### Competizioni regionali
- Promozione: 1

Bassano: 1982-1983 (girone A)